# Umm Salal Mohammed
Umm Salal Mohammed (arabiska: أم صلال) är en stad i Qatar, strax norr om huvudstaden Doha.

## Sport
Staden är en av sju städer i Qatar som kommer att stå som värd för världsmästerskapet i fotboll 2022. Till dess kommer planeras det byggas en ny fotbollsarena, Umm Salal Stadium, som under världsmästerskapet kommer att kunna ta in 45 000 åskådare. Staden är hemmaort för fotbollsklubben Umm-Salal SC som spelar i Qatar Stars League.